# ジファーラ県
ジファーラ県（ジファーラけん、アラビア語: الجفارة、Al Jifārah）は、リビアのトリポリタニアにある県。県都は最大の都市アジージーヤである。

## 隣接県
北東でトリポリ県と、南でジャバル・アル・ガルビ県、西でザーウィヤ県と接する。

## 歴史
2001年から2007年まで、県内には20の基礎人民会議 (BPC) が置かれていた。2007年にトリポリ県から4つのBPCが加わり、現在は24のBPCからなる。

## 以前の行政区画

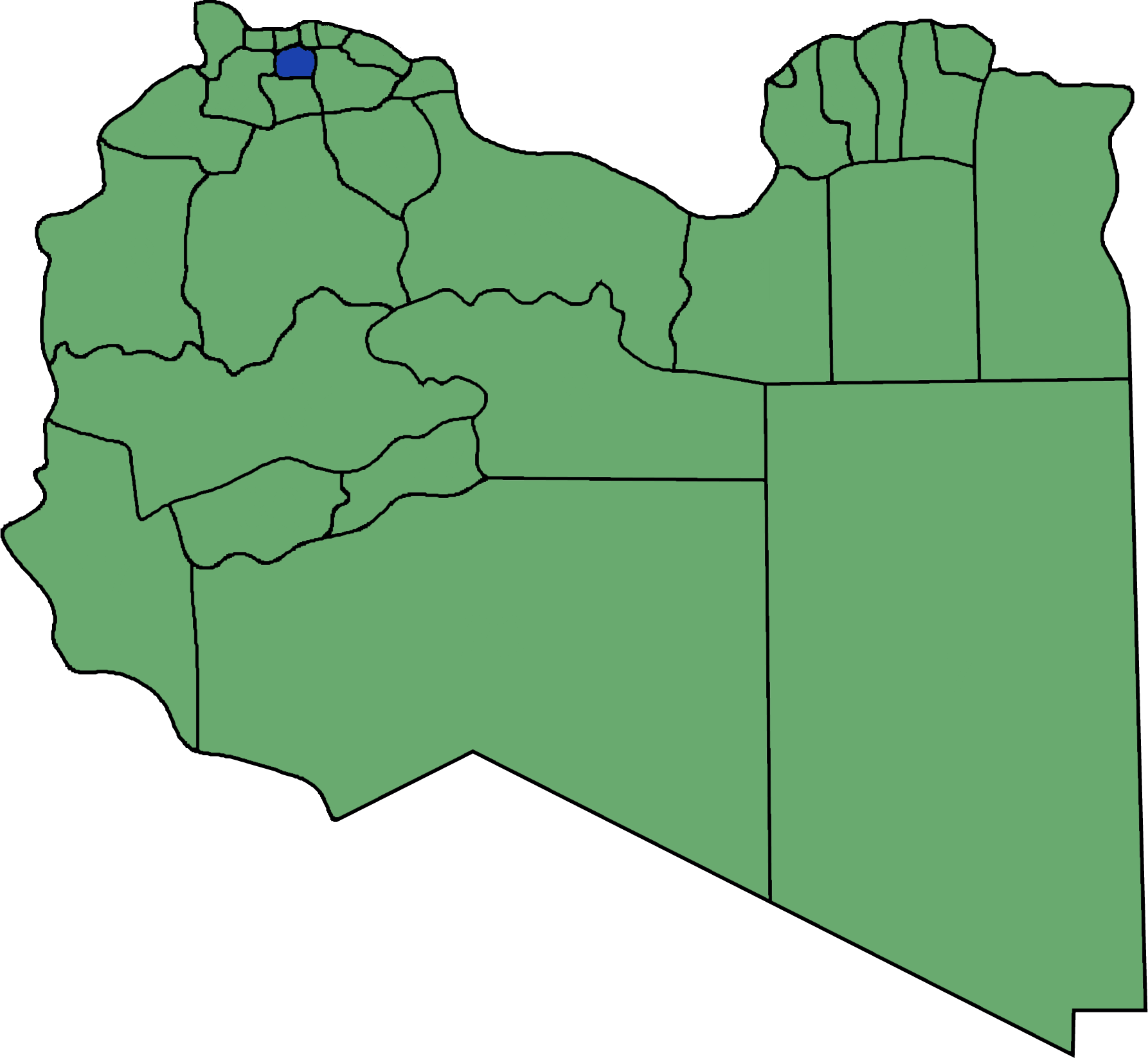
2001年から2007年の同県